# Lenkey Hedvig
Lenkey Hedvig, Schlenker Hedvig Teréz, névváltozat: Lenkei (Petrijevci, Horvátország vagy Petresd, 1877. augusztus 4. – Tasmania, 1970. július 4. vagy július 18.) színésznő.

## Pályafutása
Schlenker Iván (János) György kereskedő és Eggard Beda leánya. Színiakadémiát végzett, onnan 1896-ban az alakuló Vígszínházhoz szerződött. A megnyitón Kozma Andor prológusában az övé volt az első szó. 1903. június 1-én a Nemzeti Színház tagja lett. Brieux Patyolat kisasszony című darabjában a címszerepben jelentékeny sikere volt, ez volt ott első fellépése. Szép sikerei voltak mint drámai hősnőnek és mint modern társalgási színésznőnek is. Legtöbbet játszott szerepe a Cyrano de Bergerac Roxane-ja volt. Hedda Gablert és a Kis Eyolf Astaját magyar nyelven ő játszotta először. 1914-ben nyugalomba vonult, később Ausztráliában élt.

### Magánélete
1896. november 21-én férjhez ment felsőpataki Bosnyák Zoltán belügyminiszteri államtitkárhoz és íróhoz, akinek darabjaiban a fő női szerepeket ő játszotta, 1907-ben elváltak. 1907. november 23-án Budapesten László Fülöp Ferenc György nagyvállalkozó neje lett, 1941-ben elváltak.